# Schoepfia stenophylla
Schoepfia stenophylla är en tvåhjärtbladig växtart som beskrevs av Ignatz Urban. Schoepfia stenophylla ingår i släktet Schoepfia och familjen Schoepfiaceae. Inga underarter finns listade i Catalogue of Life.